# Departamento de Caldas
Koordinaten: 5° 18′ N, 75° 18′ W
Das Departamento de Caldas ist ein Departamento im Zentrum Kolumbiens.
Es grenzt im Norden an Antioquia, im Osten an Cundinamarca, südlich liegen die Departamentos Tolima und Risaralda, welches auch die Grenze im Westen mit Caldas teilt.
Der Kaffee ist das Hauptprodukt der Landwirtschaft. Es werden weiterhin Zuckerrohr, Yuca, Bananen und Mais angebaut. Weit verbreitet ist auch die Viehzucht. In der Industrie überwiegen die Herstellung von Keramik und Glas und die Verarbeitung von Leder und Holz.
Das Departamento wurde am 11. April 1905 gegründet, zuvor gehörte das Gebiet zum Departamento de Antioquia. Der Name bezieht sich auf den kolumbianischen Freiheitskämpfer Francisco José de Caldas. 1966 wurden die beiden Departamentos de Quindío und Risaralda von Caldas abgetrennt.

## Administrative Unterteilung
Das Departamento de Caldas besteht aus 27 Gemeinden, siehe Liste der Municipios im Departamento de Caldas.